# Trasfigurazione di Cristo (Perugino Collegio del Cambio)
La Trasfigurazione di Cristo è un affresco del pittore Perugino realizzato circa nel 1497-1500 e conservato nella Sala delle Udienze del Collegio del Cambio a Perugia.

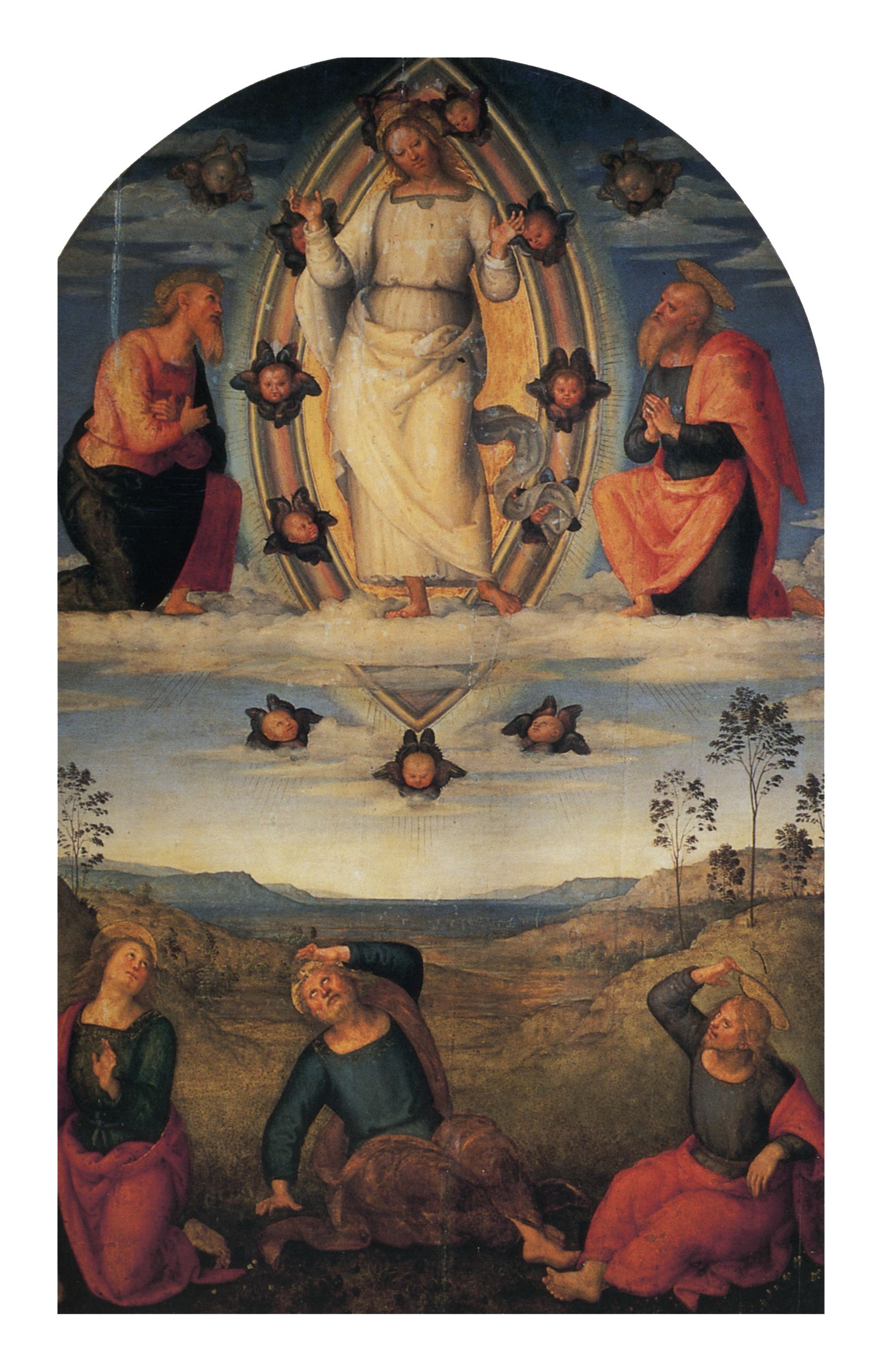
La Pala della Trasfigurazione (1517), Galleria nazionale dell'Umbria, a Perugia

## Storia
L'arte del Collegio del Cambio aveva ricevuto l'autorizzazione a stabilirsi nei locali alla fine del palazzo dei Priori dal 1452. Fino al 1457 ha avuto luogo l'architettura e la funzionalità delle stanze. Nel 1496 fu presa la decisione di far decorare il Perugino nella Sala delle Udienze, il luogo in cui si svolgevano le riunioni e il centro delle attività commerciali della società.La scelta del Perugino fu motivata dal fatto che l'artista era in quel momento tra i più richiesti in Italia, responsabile di un laboratorio a Firenze e un altro a Perugia e presente in città quando produsse il polittico di San Pietro.Il contratto è stato firmato 26 gennaio 1496, il Perugino lavorò principalmente nel 1498 e completò il ciclo nel 1500.

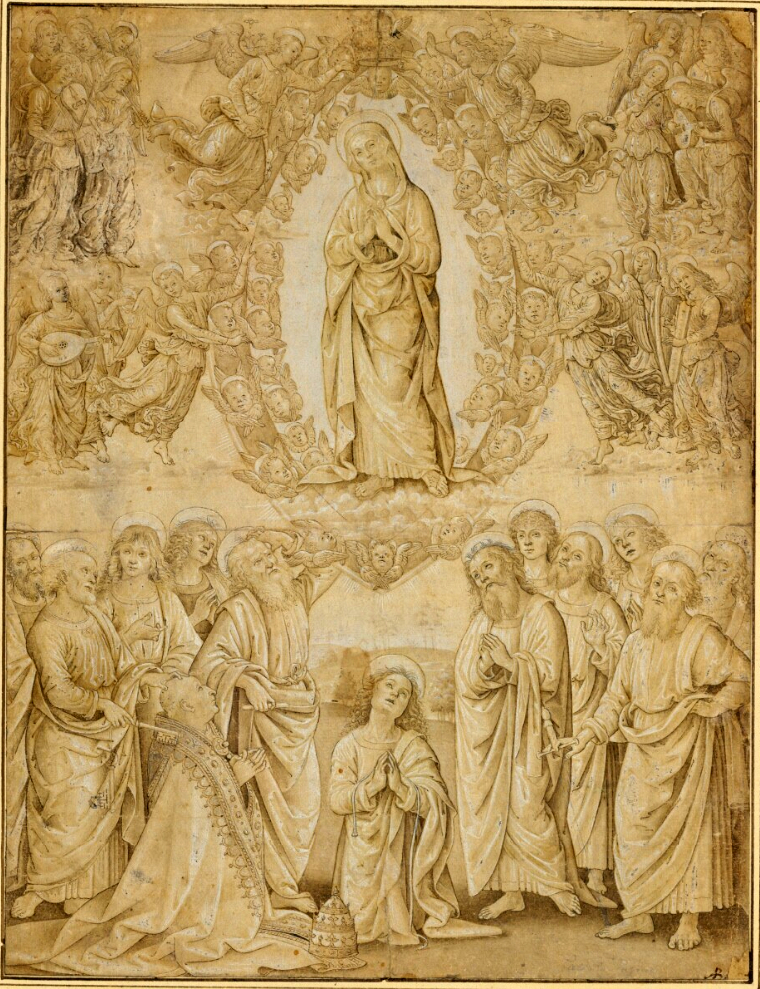
LAssunzione, (perduta) della Cappella Sistina (Pinturicchio)

### Tema
L'opera riprende la rappresentazione ricorrente nell'iconografia cristiana della Trasfigurazione di Cristo , un episodio della vita di Gesù Cristo raccontato dai Vangeli e la festa religiosa che lo commemora il 6 agosto. È un cambiamento nell'aspetto fisico di Gesù durante alcuni momenti della sua vita terrena, rivelare la sua natura divina a tre discepoli, gli apostoli Giovanni, Pietro e Giacomo.

## Descrizione
L'affresco rappresenta la Trasfigurazione di Cristo, secondo il classico schema peruginiano, su due registri leggermente separati da tre nuvole: 
- La parte superiore, celeste, con Cristo in un mandorla d'oro; Cristo è rappresentato in piedi su una nuvola, le braccia tese e le mani aperte rivolte verso l'alto, in contrapposto leggero , ornato con il suo camice bianco; la testa leggermente inclinata a sinistra, il suo sguardo meditativo è diretto verso il basso; al suo fianco sono posti simmetricamente i profeti Mosè ed Elia, ciascuno in ginocchio su una nuvola; Sotto la nuvola di Cristo, il fondo della mandorla sembra stabilire il collegamento tra i due registri.

Alle estremità della mandorla si trovano le iscrizioni: HIC EST FILIVS MEVS DILECTVS et DOMINE BONVM EST NOS HIC ESSET.
- La parte terrestre inferiore comprende i tre apostoli Giovanni, Pietro e Giacomo, che appaiono moderatamente sorpresi dalla rivelazione della natura divina di Gesù. Sullo sfondo il paesaggio austero comprende il Monte Tabor, che si fonde in un cielo limpido, rendendo lo spazio ampio e profondo (prospettiva aerea). Tutte le figure sono circondate da un'aureola.

Di fronte a San Giacomo alcuni critici d'arte vedono la mano del giovane Raffaello, dai colori e dal suo modo particolare di delimitare le parti tra luce e ombra.

## Stile
Il Perugino attinge fortemente dai disegni del suo repertorio adattato per l'occasione. La composizione dei due registri con mandorla è il risultato della Assunzione della Sistina (perso) riprodotto più volte nelle pale. La divisione in due parti è qui debolmente contrassegnata dalle tre nuvole che non si trovano allo stesso livello: quella di Cristo essendo inferiore a quella degli apostoli, evitando una rigidità geometrica troppo forte. Le opere di questo periodo si distinguono per la loro semplicità, le pose sono misurate e piacevoli, contrassegnate da ritmi e simmetrie con lievi variazioni come le pose complementari dei due profeti.Un altro esempio più complesso è la Pala della Trasfigurazione (1517), conservata alla Galleria nazionale dell'Umbria a Perugia.